# Студне
Студне (пол. Studnie) — село в Польщі, у гміні Ґловачув Козеницького повіту Мазовецького воєводства.
Населення — 78 осіб (2011).
У 1975-1998 роках село належало до Радомського воєводства.

## Демографія
Демографічна структура станом на 31 березня 2011 року:
|          | Загалом | Допрацездатний вік | Працездатний вік | Постпрацездатний вік |
| -------- | ------- | ------------------ | ---------------- | -------------------- |
| Чоловіки | 46      | 9                  | 32               | 5                    |
| Жінки    | 32      | 3                  | 14               | 15                   |
| Разом    | 78      | 12                 | 46               | 20                   |